# Ray Allen
Walter Ray Allen (* 20. Juli 1975 in Merced, Kalifornien) ist ein ehemaliger US-amerikanischer Basketballspieler. Er spielte von 1996 bis 2014 in der NBA und wurde 2018 in die Naismith Memorial Basketball Hall of Fame aufgenommen. Allen wurde in seiner NBA-Karriere zehnmal All-Star und hatte bis zum 14. Dezember 2021 die meisten Dreipunktewürfe der regulären Saison verwandelt. Bis zum November 2021 hielt er außerdem den Rekord für die meisten Dreier in der regulären Saison und den Playoffs zusammen.
Allen wurde von den Milwaukee Bucks an fünfter Stelle des NBA-Drafts 1996 ausgewählt und entwickelte sich in den folgenden Spielzeiten zu einem der besten Scorer und Distanzschützen der Liga. Einige Jahre später wurde er zu den Seattle SuperSonics transferiert. In Seattle stellte Allen mehrere Dreier- und Freiwurf-Rekorde auf, konnte aber keine Titel gewinnen. 2007 wurde er an die Boston Celtics abgegeben.
In Boston bildeten Allen zusammen mit Kevin Garnett und Paul Pierce das beste Trio der Liga und gewann im Jahr 2008 die NBA-Finals. Er blieb fünf Spielzeiten in der Franchise, bevor er sich den Miami Heat anschloss. In Miami übernahm Allen eine Reserverolle, hatte aber dennoch maßgeblichen Anteil an einer weiteren Meisterschaft 2013. Nach der darauffolgenden Saison beendete er seine Profikarriere.

## Jugend
Ray Allen wuchs als Sohn eines Militärangehörigen in Saxmundham in England, in Altus in Oklahoma, an der Edwards Air Force Base in Kalifornien und in Deutschland auf.

## College-Basketball
Allen besuchte die University of Connecticut von 1993 bis 1996. 1995 wurde er zum USA Basketball’s Male Athlete of the Year ernannt. In seinem letzten Jahr auf dem College als Junior wurde er in das All-American 1st Team und zum Big East Player of the Year gewählt.
Am Ende seiner College-Laufbahn hatte er die drittmeisten Punkte in der Geschichte der U-Conn (1.922) und den Rekord für die meisten verwandelten Dreipunktewürfe in einer Saison (1995/96: 115).

## NBA-Karriere

### Milwaukee Bucks (1996–2003)
Seine Profi-Karriere begann zur Saison 1996/97 bei den Milwaukee Bucks, die ihn zusammen mit einem Draft-Pick von den Minnesota Timberwolves für Stephon Marbury tauschten, nachdem Allen als fünfter Spieler von den Timberwolves gedraftet worden war. Nach seiner ersten Saison wurde er in das NBA All-Rookie Second Team gewählt. 2001 gewann er beim All-Star Weekend den Three-Point Shootout.
Als Teil der „Big Three“ um ihn, Glenn Robinson und Sam Cassell erreichten die Bucks im selben Jahr die Eastern Conference Finals, in denen sie sich jedoch nach sieben Spielen den Philadelphia 76ers geschlagen geben mussten.

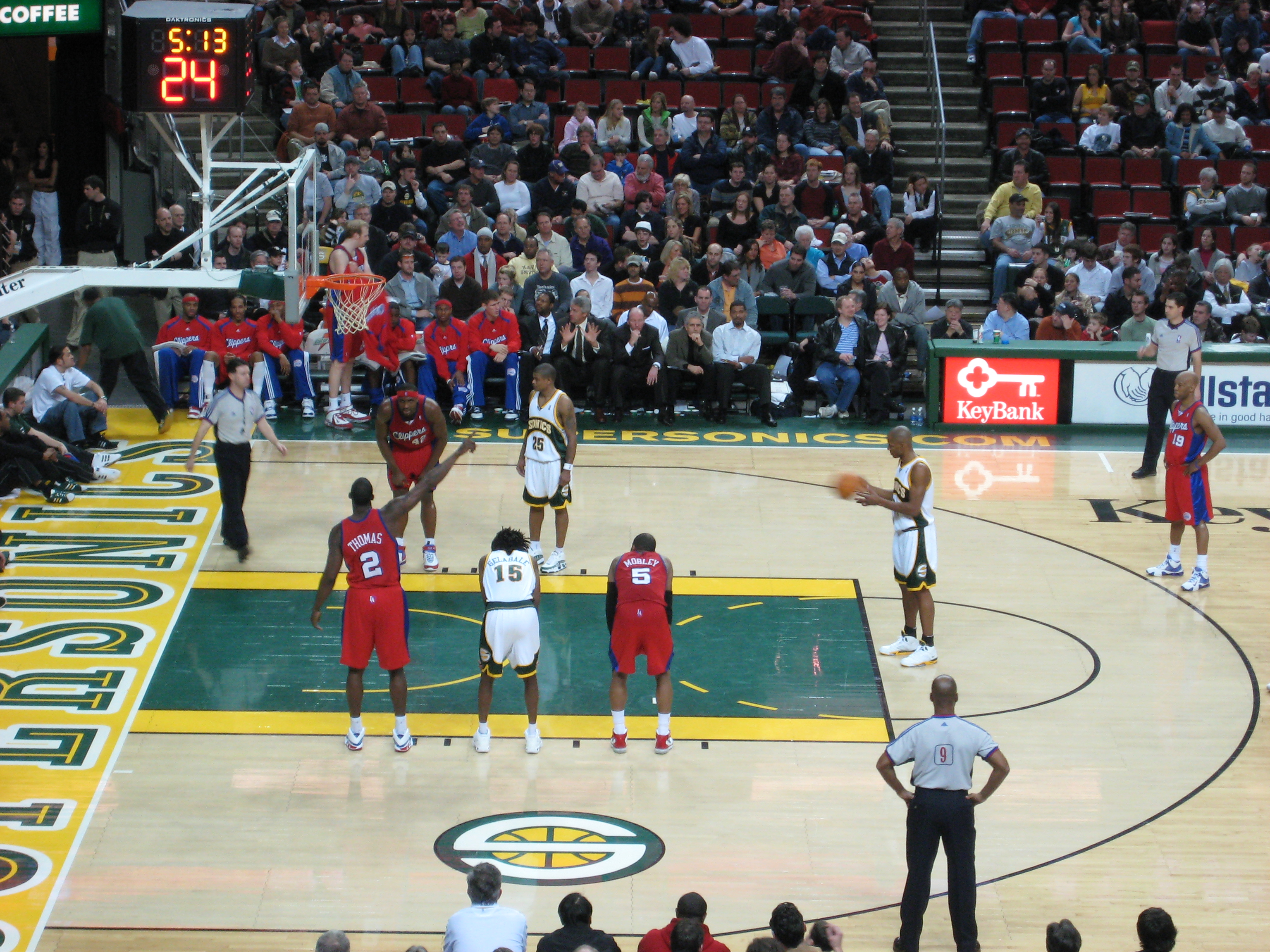
Allen gehört zu den besten Freiwurf-Schützen der NBA-Geschichte

### Seattle SuperSonics (2003–2007)
Nach sechseinhalb Jahren bei den Bucks wurde er während der Saison 2002/03 zu den Seattle SuperSonics (für Gary Payton) transferiert. Nach einer von Verletzungen übersäten Saison 2003/04 führte Allen zusammen mit Teamkamerad Rashard Lewis die Sonics 2005 bis in das Halbfinale der Western Conference. Nach der Saison unterzeichnete Allen einen 5-Jahres-Vertrag im Wert von insgesamt 80 Millionen US-Dollar bei den Sonics.
Am 12. März 2006 wurde Ray Allen der 97. Spieler in der Geschichte der NBA, der 15.000 Punkte in seiner Karriere erzielen konnte. Am 7. April 2006 rückte er auf den zweiten Platz der Spieler mit den meisten verwandelten Dreipunktewürfe in der Geschichte der NBA – nur Reggie Miller hatte bis dato mehr Dreier verwandelt.
Am 12. Januar 2007 erzielte Allen 54 Punkte in einem Spiel gegen die Utah Jazz. In der Saison 2006/07 verzeichnete Allen Karrierebestleistungen mit 26,4 Punkten pro Spiel, während er zusätzlich noch 4,5 Rebounds und 4,1 Assists pro Spiel holen konnte.

### Boston Celtics (2007–2012)
Im Juni 2007 wurde er von den Seattle SuperSonics für Wally Szczerbiak, Delonte West und Jeff Green zu den Boston Celtics getauscht. Mit seinen Teamkameraden, die unter anderem Paul Pierce und Kevin Garnett umfassten, errang er auch prompt in seinem ersten Jahr mit den Celtics die NBA-Meisterschaft.
Am 28. März 2008 wurde Allen zum dritten der zwanzig besten Spieler in der 40-jährigen Geschichte der Milwaukee Bucks ernannt, aber er konnte an den Festivitäten der Bucks nicht teilnehmen, da er ein Spiel für die Celtics bestreiten musste. Am 17. Juni 2008 brach Allen gleich zwei NBA Finals Rekorde: Er verwandelte sieben Dreipunktewürfe in einem NBA Finals Spiel und 22 in der gesamten NBA Finals Serie.
Im Februar 2009 wurde Allen zum neunten Mal in das All-Star-Team gewählt, sein Punkteschnitt in den ersten 13 Saisons seiner Karriere lag bei 21,1 Punkten pro Spiel. In der ersten Runde der NBA Playoffs 2009 erzielte Allen im sechsten Spiel gegen die Chicago Bulls 51 Punkte. Am 10. Dezember 2009 konnte er den 20.000 Punkt seiner Karriere verbuchen. In Spiel 2 der NBA-Finals 2010 gegen die Los Angeles Lakers stellte Allen gleich zwei neue Rekorde auf. In der ersten Halbzeit erzielte er den Rekordwert von sieben verwandelten Dreipunktewürfen, zum anderen den Rekord von acht verwandelten Dreipunktewürfen in einem Spiel. Insgesamt erzielte Allen in diesem Spiel 32 Punkte.
Am 7. Juli 2010 unterzeichnete Allen erneut einen Vertrag bei den Celtics, diesmal über 2 Jahre und 20 Millionen US-Dollar. In einem Spiel gegen die Los Angeles Lakers am 10. Februar 2011 verwandelte Allen den 2561. Dreipunktewurf seiner Karriere, womit er Reggie Miller als erfolgreichsten Dreipunktewerfer in der Geschichte der NBA ablöste.

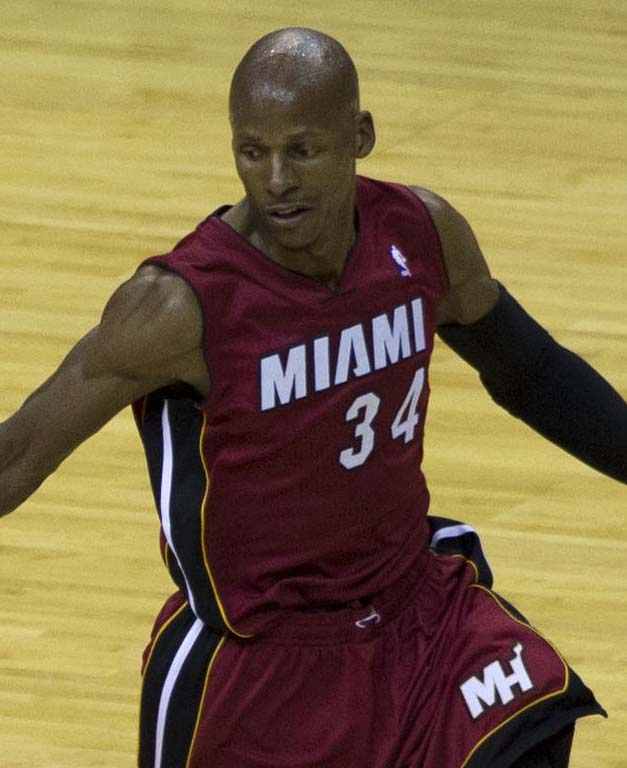
Allen im Trikot der Heat

### Miami Heat (2012–2014)
Nach der Saison 2011/12 wechselte Allen zu den Miami Heat, wo er einen Dreijahresvertrag unterschrieb. Bereits im ersten Jahr bei den Miami Heat gewann er seine zweite NBA-Meisterschaft. Allen erzielte in Spiel 6 der NBA Finals gegen die San Antonio Spurs 5,2 Sekunden vor Schluss den Ausgleich und das Spiel ging in die Verlängerung, nachdem Miami 28 Sekunden vor Schluss mit fünf Punkten zurückgelegen hatte. In der Verlängerung konnten die Heat das Spiel 103:100 gewinnen. Allens Dreier, der zur Verlängerung führte, gilt als Szene der Finals.
2014 erreichte er erneut mit den Heat das Finale der NBA-Meisterschaft. Dieses Mal gelang den Spurs die Revanche. Allen wurde Free Agent und entschloss sich die Saison 2014/15 auszusetzen. Am 1. November 2016 gab Ray Allen auf The Players Tribune sein Karriereende bekannt.

## Nationalmannschaft
Im Jahr 2000 gewann Allen mit der US-amerikanischen Nationalmannschaft Olympiagold in Sydney.

## Titel und Auszeichnungen
- Olympiasieger: 2000
- Amerikameister: 2003
- NBA Champion (2): 2008, 2013
- 10× NBA All-Star: 2000, 2001, 2002, 2004, 2005, 2006, 2007, 2008, 2009, 2011
- All-NBA Second Team: 2005
- All-NBA Third Team: 2001
- NBA All-Rookie Second Team: 1997
- Gewinner des NBA All-Star Weekend Three-Point Shootout: 2001
- NBA Joe Dumars NBA Sportsmanship Award: 2003
- The Sporting News „Good Guy“: 2000, 2001, 2005
- USA Basketball Male Athlete of the Year (1995)

## Rekorde

### Regular Season
- Zweitmeiste 3-P: 2.973 (Stand: 15. Dezember 2021)
- Meiste 3-P Attempts: 7.429 (Stand: 21. März 2021)
- Meiste 3-P: 2002 (229), 2003 (201) und 2006 (269)
- Meiste 3-P Attempts: 2006 (653)
- Rekordhalter True Shooting Percentage: 90.2 (14. April 2002) (47P, 15-23 FG, 7-7 FT)

### Playoff
- Meiste Spiele: 2008 (26) und 2010 (24)
- Meiste verwandelte 3-P: 2001 (57), 2008 (55) und 2010 (56)
- Meiste 3-P Attempts: 2008 (139) und 2010 (145)
- Beste 3-P in %: 2011 (57,1)
- Beste True Shooting Percentage: 1999 (63,6) und 2011 (70,8)

## Karriere Statistiken
| Legende | Legende                                        | Legende | Legende                                                     | Legende | Legende                                          |
| ------- | ---------------------------------------------- | ------- | ----------------------------------------------------------- | ------- | ------------------------------------------------ |
| GP      | Absolvierte Spiele (Games played)              | GS      | Spiele von Beginn an (Games started)                        | MPG     | Absolvierte Minuten pro Spiel (Minutes per game) |
| FG%     | Wurfquote aus dem Feld (Field-goal percentage) | 3P%     | Wurfquote Drei-Punkte-Würfe (3-point field-goal percentage) | FT%     | Freiwurfquote (Free-throw percentage)            |
| RPG     | Rebounds pro Spiel (Rebounds per game)         | APG     | Assists pro Spiel (Assists per game)                        | SPG     | Steals pro Spiel (Steals per game)               |
| BPG     | Blocks pro Spiel (Blocks per game)             | PPG     | Punkte pro Spiel (Points per game)                          | FETT    | Karriere-Bestmarke                               |

### Regular Season
| Saison   | Team                | GP   | GS   | MPG  | FG % | 3P % | FT % | RPG | APG | SPG | BPG | PPG  |
| -------- | ------------------- | ---- | ---- | ---- | ---- | ---- | ---- | --- | --- | --- | --- | ---- |
| 1996–97  | Milwaukee           | 82   | 81   | 30.9 | .430 | .393 | .823 | 4.0 | 2.6 | 0.9 | 0.1 | 13.4 |
| 1997–98  | Milwaukee           | 82   | 82   | 40.1 | .428 | .364 | .875 | 4.9 | 4.3 | 1.4 | 0.1 | 19.5 |
| 1998–99  | Milwaukee           | 50   | 50   | 34.4 | .450 | .356 | .903 | 4.2 | 3.6 | 1.1 | 0.1 | 17.1 |
| 1999–00  | Milwaukee           | 82   | 82   | 37.4 | .455 | .423 | .887 | 4.4 | 3.8 | 1.3 | 0.2 | 22.1 |
| 2000–01  | Milwaukee           | 82   | 82   | 38.2 | .480 | .433 | .888 | 5.2 | 4.6 | 1.5 | 0.2 | 22.0 |
| 2001–02  | Milwaukee           | 69   | 67   | 36.6 | .462 | .434 | .873 | 4.5 | 3.9 | 1.3 | 0.3 | 21.8 |
| 2002–03  | Milwaukee / Seattle | 76   | 75   | 37.9 | .439 | .377 | .916 | 5.0 | 4.4 | 1.4 | 0.2 | 22.5 |
| 2003–04  | Seattle             | 56   | 56   | 38.4 | .440 | .392 | .904 | 5.1 | 4.8 | 1.3 | 0.2 | 23.0 |
| 2004–05  | Seattle             | 78   | 78   | 39.3 | .428 | .376 | .883 | 4.4 | 3.7 | 1.1 | 0.1 | 23.9 |
| 2005–06  | Seattle             | 78   | 78   | 38.7 | .454 | .412 | .903 | 4.3 | 3.7 | 1.3 | 0.2 | 25.1 |
| 2006–07  | Seattle             | 55   | 55   | 40.3 | .438 | .372 | .903 | 4.5 | 4.1 | 1.5 | 0.2 | 26.4 |
| 2007–08  | Boston              | 73   | 73   | 35.9 | .445 | .398 | .907 | 3.7 | 3.1 | 0.9 | 0.2 | 17.4 |
| 2008–09  | Boston              | 79   | 79   | 36.4 | .480 | .409 | .952 | 3.5 | 2.8 | 0.9 | 0.2 | 18.2 |
| 2009–10  | Boston              | 80   | 80   | 35.2 | .477 | .363 | .913 | 3.2 | 2.6 | 0.8 | 0.3 | 16.3 |
| 2010–11  | Boston              | 80   | 80   | 36.1 | .491 | .444 | .881 | 3.4 | 2.7 | 1.0 | 0.2 | 16.5 |
| 2011–12  | Boston              | 46   | 42   | 34.0 | .458 | .453 | .915 | 3.1 | 2.4 | 1.1 | 0.2 | 14.2 |
| 2012–13  | Miami               | 79   | 0    | 25.8 | .449 | .419 | .886 | 2.7 | 1.7 | 0.8 | 0.2 | 10.9 |
| 2013–14  | Miami               | 73   | 9    | 26.5 | .442 | .375 | .905 | 2.8 | 2.0 | 0.7 | 0.1 | 9.6  |
| Gesamt   | Gesamt              | 1300 | 1149 | 35.6 | .452 | .400 | .894 | 4.1 | 3.4 | 1.1 | 0.2 | 18.9 |
| All-Star | All-Star            | 10   | 0    | 20.1 | .423 | .310 | .765 | 2.6 | 2.2 | 1.1 | 0.2 | 14.5 |

### Playoffs
| Saison  | Team      | GP  | GS  | MPG  | FG % | 3P % | FT % | RPG | APG  | SPG | BPG | PPG  |
| ------- | --------- | --- | --- | ---- | ---- | ---- | ---- | --- | ---- | --- | --- | ---- |
| 1998–99 | Milwaukee | 3   | 3   | 40.0 | .532 | .474 | .615 | 7.3 | 4.3  | 1.0 | 0.3 | 22.3 |
| 1999–00 | Milwaukee | 5   | 5   | 37.2 | .444 | .385 | .909 | 6.6 | 2.6  | 1.6 | 0.0 | 22.0 |
| 2000–01 | Milwaukee | 18  | 18  | 42.7 | .477 | .479 | .919 | 4.1 | 6.0  | 1.3 | 0.6 | 25.1 |
| 2004–05 | Seattle   | 11  | 11  | 39.6 | .474 | .378 | .889 | 4.3 | 3.9  | 1.3 | 0.4 | 26.5 |
| 2007–08 | Boston    | 26  | 26  | 38.0 | .428 | .396 | .913 | 3.8 | 2.7  | 0.9 | 0.3 | 15.6 |
| 2008–09 | Boston    | 14  | 14  | 40.4 | .403 | .350 | .948 | 3.9 | 2.6  | 1.1 | 0.4 | 18.3 |
| 2009–10 | Boston    | 24  | 24  | 38.5 | .431 | .386 | .863 | 3.3 | 2.6  | 0.9 | 0.1 | 16.1 |
| 2010–11 | Boston    | 9   | 9   | 40.1 | .523 | .571 | .960 | 3.8 | 2.4  | 1.2 | 0.1 | 18.9 |
| 2011–12 | Boston    | 18  | 10  | 34.2 | .395 | .304 | .711 | 4.1 | 1.0  | 0.9 | 0.1 | 10.7 |
| 2012–13 | Miami     | 23  | 0   | 24.9 | .430 | .406 | .870 | 2.8 | 1.3. | 0.5 | 0.1 | 10.2 |
| 2013–14 | Miami     | 20  | 1   | 26.4 | .413 | .388 | .919 | 3.4 | 1.6  | 0.7 | 0.2 | 9.3  |
| Gesamt  | Gesamt    | 171 | 121 | 35.5 | .443 | .401 | .883 | 3.8 | 2.6  | 1.0 | 0.1 | 16.1 |

## Filme
An der Seite von Denzel Washington spielte Allen 1998 in dem Film He Got Game von Regisseur Spike Lee. Im Film spielt er einen jungen Basketballspieler namens Jesus Shuttlesworth, dem er auch seinen Spitznamen verdankt. In Harvard Man spielte Allen 2001 eine Nebenrolle als Basketballspieler Marcus Blake.